# Molophilus pusio
Molophilus pusio är en tvåvingeart som beskrevs av Alexander 1927. Molophilus pusio ingår i släktet Molophilus och familjen småharkrankar. Inga underarter finns listade i Catalogue of Life.